# 井田ラボラトリーズ
株式会社井田ラボラトリーズ（いだラボラトリーズ）は、東京都台東区に本社を置くIDAグループにて「CANMAKE」（キャンメイク）ブランドの商品を展開する化粧品メーカーである。

## 沿革
- 1985年（昭和60年）- 「キャンメイク」を発売。
- 1989年（平成元年）- 株式会社井田ラボラトリーズを設立。

## 事業所
本社
- 〒111-0053 東京都台東区浅草橋1-9-2

本部
- 〒102-0083 東京都千代田区麹町4-2-6 住友不動産麹町ファーストビル

## ブランド

### CANMAKE
「かわいい・リーズナブル・高品質」をコンセプトに、日本で人気の低価格帯のメイクアップブランド「CANMAKE」を展開している。ドラッグストア、ECサイトなどで購入できる。
2022年のNTTコム オンライン・マーケティング・ソリューション株式会社による、日本全国の18 - 69歳を対象とした化粧品について調査では、好きな化粧品ブランド・メーカー5位（13.9%）、購入費5位（14.8%）であった（複数回答）。29歳以下では好きな化粧品1位（28.0%）であり、特に若年層に人気がある。

### その他
- フィアンセ
- カントリー&ストリーム
- プロフェール

## 広報活動
2025年は「CANMAKE」がブランド誕生40周年を迎え、SNSキャンペーンや周年記念商品の発売、店頭イベント、ポップアップ開催など、特設サイトも開設しプロモーションを展開。イメージモデルには引き続き小芝風花を起用。

### イメージモデル
2020年、CANMAKE誕生35周年を記念して新たにブランドメッセージ「かわいい！に出会える」をコンセプトに掲げ、その世界観を表現するイメージモデルとして小芝風花を起用。新商品のプロモーションとして、WEBでは毎月、テレビではシーズン毎に、小芝風花を起用したCMをリリース。

#### 過去のCM出演者
- 八木アリサ（CANMAKE、2016年 - ）
- 河北麻友子（CANMAKE、2016年 - 2019年） - ブランドメッセージは「女の子って本当に楽しい！」[6]。

### 主なスポンサー番組

#### 現在放送中
※2022年10月現在
- VS魂グラデーション（フジテレビ）

#### 過去
- オールナイトニッポン（ニッポン放送・NRN系列）
  - 菅田将暉のオールナイトニッポン（2017年4月4日 - ）
  - 星野源のオールナイトニッポン（2017年4月5日 - ）
  - 乃木坂46のオールナイトニッポン（2019年4月3日 - ）